# Magín Mir Martínez
Magín Mir Martínez (Palma, 6 de gener de 1970), conegut simplement com a Magín, és un exfutbolista mallorquí que va jugar com a defensa.

## Carrera
Nascut a Palma, Illes Balears, Magín va començar la seva carrera a l'equip de la seva ciutat natal RCD Mallorca, jugant cinc partits de la temporada 1988–89 de Segona Divisió en què el seu equip va aconseguir l'ascens a la primera divisió a través dels play-offs. Només va fer una aparició com a substitut la campanya següent, i no va participar en absolut a la següent, passant a l'equip FC Cartagena de Segona Divisió B el 1992.
Després d'una temporada amb el conjunt murcià, va tornar a la màxima categoria, jugant nou partits al llarg de la campanya amb l'Albacete Balompié. La temporada següent no va participar i el 1995 va tornar a la tercera categoria amb l' Elx CF.
Magín va romandre a Segona B la resta de la seva carrera, incorporant-se al Reial Múrcia després de la seva primera temporada a l'Elx. Allà va passar dues campanyes, i va passar les seves últimes tres temporades al CF Sóller, UDA Gramenet i Gimnástica Segoviana CF respectivament, tastant el descens amb el primer i l'últim abans de retirar-se l'any 2000.

### Clubs
| Club                 | Any       |
| -------------------- | --------- |
| RCD Mallorca B       | 1988-1991 |
| RCD Mallorca         | 1988-1991 |
| Cartagena FC         | 1991-1993 |
| Albacete Balompié    | 1993-1995 |
| Elx CF               | 1995-1996 |
| Reial Múrcia CF      | 1996-1998 |
| CF Sóller            | 1998      |
| UDA Gramenet         | 1998-1999 |
| Gimnástica Segoviana | 1999-2000 |

## Vida personal
El seu fill, Rafa Mir, també és futbolista professional, juga de davanter.